# Levantamento de peso nos Jogos Sul-Asiáticos de 2006
As competições de levantamento de peso nos Jogos Sul-Asiáticos de 2006 ocorreram entre 19 e 22 de agosto. Oito categorias foram disputadas.

## Calendário
| Agosto               | 14 | 16 | 17 | 18 | 19 | 20 | 21 | 22 | 23 | 24 | 25 | 26 | 27 | 28 | Finais |
| -------------------- | -- | -- | -- | -- | -- | -- | -- | -- | -- | -- | -- | -- | -- | -- | ------ |
| Levantamento de peso |    |    |    |    | 2  | 2  | 2  | 2  |    |    |    |    |    |    | 8      |

## Quadro de medalhas
| Ordem | País       | Medalha de ouro | Medalha de prata | Medalha de bronze |    |
| ----- | ---------- | --------------- | ---------------- | ----------------- | -- |
| 1     | Paquistão  | 6               | 2                |                   | 8  |
| 2     | Sri Lanka  | 1               | 5                | 2                 | 8  |
| 3     | Nepal      | 1               |                  | 1                 | 2  |
| 4     | Bangladesh |                 | 1                | 5                 | 6  |
| TOTAL | TOTAL      | 8               | 8                | 8                 | 24 |

## Medalhistas
| Evento                   | Ouro                            | Prata                                  | Bronze                                   |
| Até 56 kg masculino      | PAK Paquistão Usman Akbar       | SRI Sri Lanka M G N Emil               | BAN Bangladesh Akramul Haque             |
| Até 62 kg masculino      | SRI Sri Lanka Chintana Vidanage | PAK Paquistão Misthaq Ghapoor          | BAN Bangladesh Hamidul Islam             |
| Até 69 kg masculino      | NEP Nepal Kamal Bha Adhikari    | PAK Paquistão Mati Ur Rehman           | SRI Sri Lanka K A S Peires               |
| Até 77 kg masculino      | PAK Paquistão Awais Akbar       | SRI Sri Lanka P K N Dayan              | BAN Bangladesh Mizanur Rehman            |
| Até 85 kg masculino      | PAK Paquistão Mohamad Irfan     | SRI Sri Lanka Upul Bandara Jayathilake | NEP Nepal Gyan Bha Shrestha              |
| Até 94 kg masculino      | PAK Paquistão Shuja Ud Din      | SRI Sri Lanka Ransilu Jayathilake      | BAN Bangladesh Dilip Kumar Roi           |
| Até 105 kg masculino     | PAK Paquistão Sajid Amin Malik  | SRI Sri Lanka Ranjith Kumara           | BAN Bangladesh Pradeep Chandra Das       |
| Mais de 105 kg masculino | PAK Paquistão Rizwan Ullah Khan | BAN Bangladesh Firoz Mahmood           | SRI Sri Lanka M N M Irshad Mohamed Nizam |